# James S. Russell

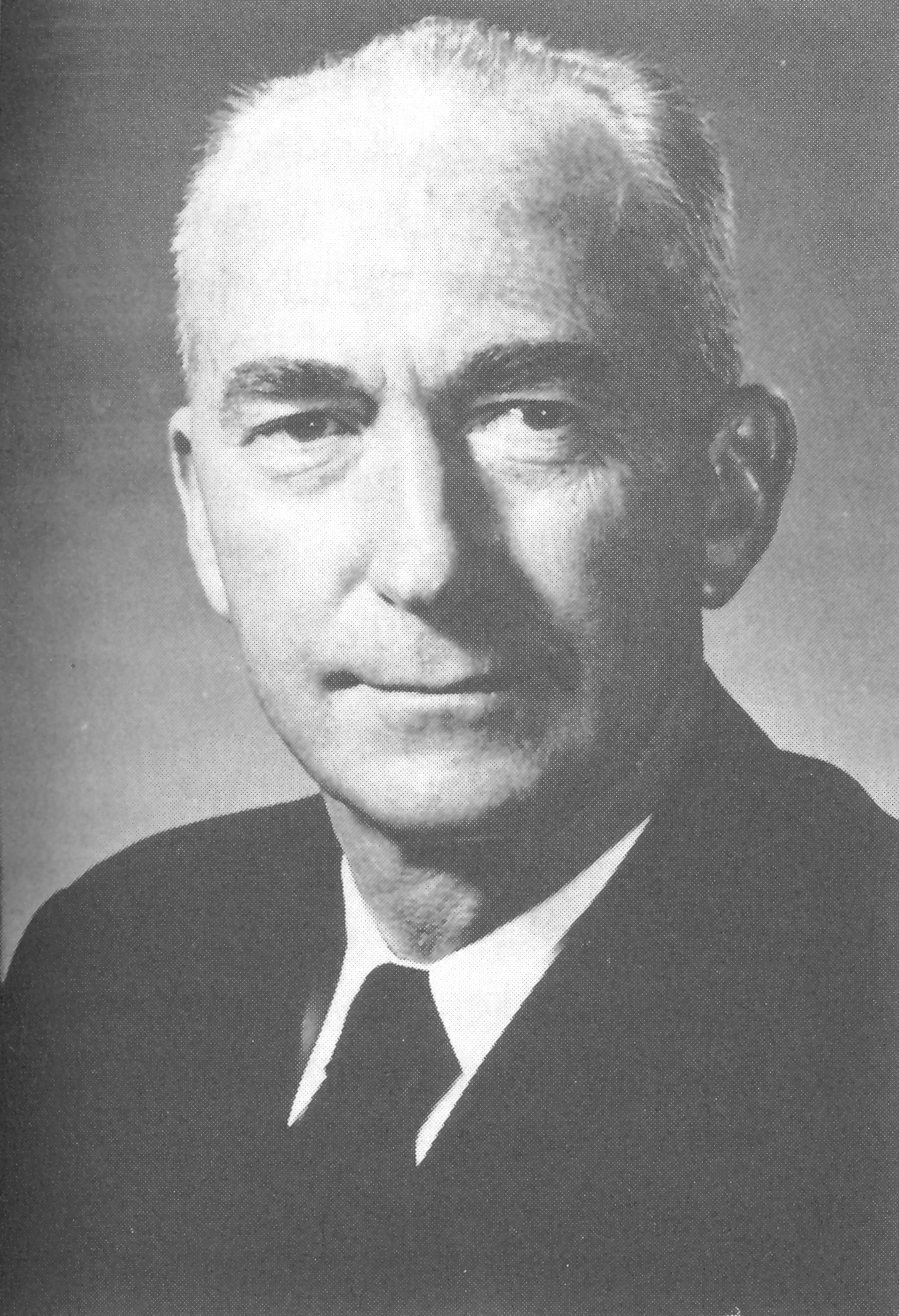
Admiral James S. Russell

James Sargent Russell (* 22. März 1903 in Tacoma, Washington; † 14. April 1996 ebenda) war ein US-amerikanischer Admiral, der für seine Verdienste um die Luft- und Raumfahrt 1956 mit der Collier Trophy ausgezeichnet wurde und von 1958 bis 1961 Vice Chief of Naval Operations sowie zwischen 1961 und 1965 Oberkommandierender der Allied Forces Southern Europe (AFSOUTH) der NATO war.

## Leben

### Militärische Ausbildung und Zweiter Weltkrieg
Russell absolvierte seine schulische Ausbildung an der DeKoven Hall School sowie der Stadium High School in seinem Geburtsort und trat 1918 als Seemann in die Handelsmarine ein. 1922 begann er seine militärische Ausbildung an der US Naval Academy in Annapolis, die er am 3. Juni 1926 als Leutnant zur See abschloss. Im Anschluss fand er Verwendung auf dem Schlachtschiff West Virginia und absolvierte einige Zeit später seiner Ausbildung zum Marineflieger an der Naval Air Station Pensacola, die er 1929 mit dem Flugführerabzeichen (Naval Aviator Badge) beendete. In der Folgezeit war er an Bord verschiedener Schiffe sowie Marinestützpunkten tätig und absolvierte daneben ein Studium im Fach Luft- und Raumfahrttechnik am California Institute of Technology, das er mit einem Master of Science (M.Sc.) abschloss.
Im Juli 1941 wurde Russell zur Aufklärungsstaffel 42 (Patrol Squadron Forty Two) versetzt, deren Kommandeur (Commanding Officer) er am 26. August 1941 als Fregattenkapitän wurde. Nach dem Eintritt der USA in den Zweiten Weltkrieg nach dem Angriff auf Pearl Harbor am 7. Dezember 1941 durch die Kaiserlich Japanischen Marineluftstreitkräfte nahm er in dieser Funktion an verschiedenen Einsätzen teil. Für seine herausragenden Verdienste bei der Bombardierung der am 6. Juni 1942 von japanischen Marineinfanteristen besetzten Kiska Island in den Aleuten, seine Teilnahme an der Schlacht um die Aleuten sowie für den Aufbau eines Fliegerstützpunktes auf den Aleuten trotz schwieriger Wetterverhältnisse und begrenzten räumlichen Möglichkeiten in der Zeit vom 15. Juni 1942 bis zum 14. Oktober 1942 wurde ihm im Oktober 1943 der Legion of Merit sowie im November 1947 das Distinguished Flying Cross verliehen.
Im Anschluss wurde Russell Mitarbeiter im Büro des Chief of Naval Operations sowie im Bureau of Aeronautics, dem für die Marinefliegerverbände der US Navy zuständigen Behörde. Danach wurde er in den Pazifikraum versetzt, um die Funktion als Chef des Stabes der Zweiten Flugzeugträgerdivision (Carrier Division Two) zu übernehmen, die Teil der Schnellen Flugzeugträgereinsatzkräfte (Fast Carrier Task Force) im Pazifikkrieg gegen Japan waren. Für seine dortigen Verdienste als Koordinator der Einsatzgruppe wurde ihm ein weiterer Legion of Merit verliehen, wobei ihm stattdessen ein Goldener Stern zu seinem ersten Legion of Merit überreicht wurde.

### Nachkriegszeit und Flaggoffizier
Nach Kriegsende wurde Russell zunächst Kommandant der Bairoko, ein Geleitflugzeugträger der Commencement-Bay-Klasse, ehe er anschließend zur 1946 gegründeten Atomenergiekommission (US Atomic Energy Commission) wechselte, in der er erst Leiter des Referats für Waffen sowie später stellvertretender Leiter der Abteilung für militärische Anwendungen war. Im Februar 1951 wurde er Kommandant des Flugzeugträgers Coral Sea, die unter seinem Kommando für sechs Monate Teil der 6. US-Flotte im Mittelmeer war und im August 1951 vom Befehlshaber der Luftstreitkräfte der US-Atlantikflotte mit der Auszeichnung Battle Efficiency E geehrt wurde.
Im März 1952 kehrte Russell ins Büro des Chief of Naval Operations zurück und fungierte dort als Referatsleiter für militärische Anforderungen und neue Entwicklungen, ehe er dort im Juli 1953 Leiter der Abteilung für Luftkriegsführung wurde. Danach erfolgte am 16. Mai 1954 seine Ernennung zum Kommandeur der 17. Flugzeugträgerdivision (Carrier Division Seventeen) sowie im Oktober 1954 zum Kommandeur der 5. Flugzeugträgerdivision (Carrier Division Five).
Russell, der im Februar 1955 zum Konteradmiral befördert wurde, übernahm am 4. März 1955 als Nachfolger von Konteradmiral Apollo Soucek die Funktion als Leiter des Bureau of Aeronautics und blieb in dieser Funktion bis zu seiner Ablösung durch Konteradmiral Robert E. Dixon am 15. Juli 1957. Im Oktober 1955 kam es zu einer Untersuchung durch das Repräsentantenhaus, da die Marine während des Koreakriegs das Risiko zum Kauf von Kampfflugzeugen des Flugzeugherstellers McDonnell Aircraft Corporation in Höhe von 302 Millionen US-Dollar auf sich nahm, ohne dass die zuvor genehmigt war. Während dieser Zeit wurde ihm 1956 zusammen mit Charles J. McCarthy, einem Mitarbeiter des Flugzeugherstellers Chance Vought Aircraft, die Collier Trophy der National Aeronautic Association (NAA) für die Entwicklung des einstrahligen Kampfflugzeuges Vought F-8 verliehen.
Daraufhin wurde Russell im Juli 1957 Vizeadmiral und Stellvertretender Oberbefehlshaber und Chef des Stabes der US-Atlantikflotte.

### Vice Chief of Naval Operations und Oberkommandierender von AFSOUTH
Nach einjähriger Verwendung in dieser Funktion wurde Russell am 21. Juli 1958 zum Admiral befördert und übernahm als Nachfolger von Admiral Harry D. Felt die Funktion als Vice Chief of Naval Operations (VCNO). Er bekleidete damit nach dem Chief of Naval Operations die zweithöchste Funktion innerhalb der Führung der US Navy. In dieser Verwendung verblieb er bis August 1961 und wurde dann von Admiral Claude V. Ricketts abgelöst. Für seine Verdienste auf diesem Posten wurde ihm im April 1962 erstmals die Navy Distinguished Service Medal verliehen und 1967 die Russell Bay in der Antarktis nach ihm benannt.
Russell selbst wurde im November 1961 Oberkommandierender der Alliierten Streitkräfte der NATO in Südeuropa AFSOUTH (Allied Forces Southern Europe) und übte dieses Amt bis zu seinem Eintritt in den Ruhestand im Januar 1965 aus. Er war damit dem NATO-Oberbefehlshaber in Europa (Supreme Allied Commander Europe) unterstellt und verantwortlich für die NATO-Truppen in Portugal, Italien, Griechenland und der Türkei. In diese Zeit fiel der Zypernkonflikt, der durch die sogenannten „Blutigen Weihnachten 1963“ den Auftakt für gewaltsame interkommunale Kämpfe bildeten, bei denen insgesamt 1.000 türkische und mindestens 200 griechische Zyprioten starben. Eine direkte militärische Konfrontation zwischen den NATO-Partnern Griechenland und Türkei war nun nicht mehr ausgeschlossen. Nach dem Waffenstillstand am 24. Dezember 1963 führte ein Beschluss des UN-Sicherheitsrates zur Aufstellung einer Friedenstruppe der Vereinten Nationen (United Nations Peacekeeping Force in Cyprus), und es kam zu einer weitgehenden Trennung der Volksgruppen. Für die Verdienste in dieser Zeit wurde ihm im März 1965 zum zweiten Mal die Navy Distinguished Service Medal verliehen. Sein Nachfolger als NATO-Oberbefehlshaber in Südeuropa wurde am 1. April 1965 Admiral Charles D. Griffin.

## Auszeichnungen
- Navy Distinguished Service Medal (2 x)
- Legion of Merit
- Distinguished Flying Cross